# BEST BEST BEST (ベリーグッドマンのアルバム)
『BEST BEST BEST』（ベスト ベスト ベスト）は、ベリーグッドマンのベスト・アルバムで2018年10月24日に発売された。[初回限定盤]と[通常盤]の2種類発売。品番は[初回限定盤]UPCH-7448、[通常盤]UPCH-7449/50。

## 概要
- 大阪城ホール公演を控え、結成5周年を迎えるグループ5年間の集大成となるベストアルバム[1]。
- 「LIFE SONG」と「LOVE SONG」として数々の曲をそれぞれのテーマで収録した2枚組。
- 「プレイヤー」と「i」の新曲に加え、過去楽曲のニュー・バージョンもラインナップされた[2]。
- [初回限定盤]には「"てっぺんとるぞ宣言"ツアー2018～超好感男の出陣～」からの最新映像を含む、2015年以降のステージから選りすぐったベスト・セレクト・ライヴ映像集10曲を収録した特典DVDが付属[1]。
- オリコンチャート最高順位8位、登場回数12週を獲得し、グループ初のTOP10入りを達成[3]。
- 両A面シングルのライオン（2018New Ver.）とドリームキャッチャーを収録。
- 公式HPでは全曲のセルフライナーノーツが公開される[4]。

## 収録曲
| #         | タイトル                           | 作詞             | 作曲                  | 編曲       | 時間  |
| --------- | ---------------------------------- | ---------------- | --------------------- | ---------- | ----- |
| 1.        | 「Hello」                          | ベリーグッドマン | ベリーグッドマン      | HiDEX      | 4:04  |
| 2.        | 「Good Time」                      | ベリーグッドマン | ベリーグッドマン      | HiDEX      | 3:06  |
| 3.        | 「ライトスタンド」                 | ベリーグッドマン | ベリーグッドマン      | HiDEX      | 4:06  |
| 4.        | 「1988」                           | ベリーグッドマン | ベリーグッドマン      | HiDEX      | 4:34  |
| 5.        | 「さくら」                         | ベリーグッドマン | ベリーグッドマン      | HiDEX      | 4:45  |
| 6.        | 「ありがとう〜旅立ちの声〜」       | ベリーグッドマン | ベリーグッドマン      | HiDEX、NAO | 4:58  |
| 7.        | 「おかん〜yet〜」                  | ベリーグッドマン | ベリーグッドマン      | HiDEX      | 4:24  |
| 8.        | 「ライオン (2018New Ver.)」        | ベリーグッドマン | ベリーグッドマン      | HiDEX      | 4:26  |
| 9.        | 「Mornin’」                        | ベリーグッドマン | ベリーグッドマン      | HiDEX      | 3:43  |
| 10.       | 「コンパス -2016 ver.-」           | ベリーグッドマン | ベリーグッドマン      | HiDEX      | 4:43  |
| 11.       | 「友達の歌」                       | ベリーグッドマン | ベリーグッドマン      | HiDEX      | 4:23  |
| 12.       | 「ハイライト」                     | ベリーグッドマン | ベリーグッドマン      | HiDEX      | 4:16  |
| 13.       | 「大切なもの」                     | ベリーグッドマン | ベリーグッドマン      | HiDEX      | 4:09  |
| 14.       | 「You」                            | ベリーグッドマン | ベリーグッドマン      | HiDEX      | 4:04  |
| 15.       | 「ファンファーレ（2018 New Mix）」 | ベリーグッドマン | ベリーグッドマン      | HiDEX      | 4:26  |
| 16.       | 「ドリームキャッチャー」           | ベリーグッドマン | ベリーグッドマン、GRP | GRP        | 3:31  |
| 17.       | 「プレイヤー」                     | ベリーグッドマン | ベリーグッドマン      | HiDEX      | 3:55  |
| 合計時間: | 合計時間:                          | 合計時間:        | 合計時間:             | 合計時間:  | 71:33 |

| #         | タイトル                                        | 作詞                    | 作曲                                    | 編曲                | 時間  |
| --------- | ----------------------------------------------- | ----------------------- | --------------------------------------- | ------------------- | ----- |
| 1.        | 「はじまりの恋」                                | ベリーグッドマン        | ベリーグッドマン                        | HiDEX               | 3:51  |
| 2.        | 「Eye to Eye」                                  | ベリーグッドマン        | ベリーグッドマン                        | HiDEX               | 4:40  |
| 3.        | 「in what rain」                                | ベリーグッドマン        | ベリーグッドマン                        | HiDEX               | 5:24  |
| 4.        | 「君に恋をしています」                          | ベリーグッドマン        | ベリーグッドマン                        | HiDEX               | 4:28  |
| 5.        | 「Happy Wedding（2018 New Ver.）」              | ベリーグッドマン        | ベリーグッドマン                        | HiDEX               | 4:51  |
| 6.        | 「ずっと」                                      | ベリーグッドマン        | ベリーグッドマン                        | HiDEX               | 4:38  |
| 7.        | 「One Love」                                    | ベリーグッドマン        | ベリーグッドマン                        | HiDEX               | 3:55  |
| 8.        | 「片想いの恋」                                  | ベリーグッドマン        | ベリーグッドマン                        | HiDEX               | 3:23  |
| 9.        | 「You & Me -Remix-」                            | ベリーグッドマン        | ベリーグッドマン                        | HiDEX、CraftBeatz   | 2:54  |
| 10.       | 「Remember」                                    | ベリーグッドマン        | ベリーグッドマン                        | HiDEX               | 3:31  |
| 11.       | 「エスコート（2018 New Mix）」                  | ベリーグッドマン        | ベリーグッドマン                        | HiDEX、NAO          | 5:00  |
| 12.       | 「冬が終わる頃に」                              | ベリーグッドマン        | ベリーグッドマン                        | HiDEX               | 5:31  |
| 13.       | 「君に願いを（2018 New Mix）」                  | ベリーグッドマン        | ベリーグッドマン                        | HiDEX               | 5:00  |
| 14.       | 「It's more love -Remix-」                      | ベリーグッドマン        | ベリーグッドマン                        | HiDEX               | 4:12  |
| 15.       | 「Pain, Pain Go Away feat.MUTSUKI from Softly」 | ベリーグッドマン        | ベリーグッドマン                        | HiDEX               | 3:35  |
| 16.       | 「世界中のどんなラブソングよりも feat.erica」   | ベリーグッドマン、erica | ベリーグッドマン、erica、 nao（I WiSH） | HiDEX               | 4:39  |
| 17.       | 「i」                                           | ベリーグッドマン        | ベリーグッドマン                        | HiDEX、Maria Segawa | 4:11  |
| 合計時間: | 合計時間:                                       | 合計時間:               | 合計時間:                               | 合計時間:           | 73:43 |

| #   | タイトル                                                       | 作詞 | 作曲・編曲 |
| --- | -------------------------------------------------------------- | ---- | ---------- |
| 1.  | 「コンパス [2015.4.25@東京・SHIBUYA CLUB QUATTRO]」            |      |            |
| 2.  | 「Trip [2016.5.3@大阪・BIGCAT]」                               |      |            |
| 3.  | 「ライトスタンド [2016.12.30@大阪・なんばHatch]」              |      |            |
| 4.  | 「おかん〜yet〜 [2017.7.15@東京・Zepp DiverCity]」             |      |            |
| 5.  | 「Good Time [2018.1.27@東京・中野サンプラザ]」                 |      |            |
| 6.  | 「ライオン（2018 New Ver.） [2018.7.22@東京・Zepp DiverCity]」 |      |            |
| 7.  | 「Chill Spot [2018.7.22@東京・Zepp DiverCity]」                |      |            |
| 8.  | 「in what rain [2018.7.22@東京・Zepp DiverCity]」              |      |            |
| 9.  | 「ドリームキャッチャー [2018.7.22@東京・Zepp DiverCity]」      |      |            |
| 10. | 「Hello [2018.7.22@東京・Zepp DiverCity]」                     |      |            |

## タイアップ
| ライオン (2018New Ver.) | 第100回全国高校野球選手権地区大会14エリアテーマ(詳細は公式HP参照)                                 |
| ライオン (2018New Ver.) | MRTラジオ2016年8月度パワープレイ「音楽魂」                                                        |
| ライオン (2018New Ver.) | かながわCATV情熱プロジェクト 神奈川県高等学校野球春季大会 平成31年度 生中継 番組テーマソング      |
| ライオン (2018New Ver.) | かながわCATV情熱プロジェクト 第101回全国高等学校野球選手権 神奈川大会 生中継 エンディングテーマ曲 |
| ドリームキャッチャー    | NHK Eテレ『メジャーセカンド』第2オープニング主題歌                                                |
| ドリームキャッチャー    | 千葉テレビ『マリーンズナイター』テーマ曲                                                          |
| プレイヤー              | 「eBASEBALL パワプロ・プロリーグ」エンディングテーマ                                              |

## プロ野球選手登場曲一覧
- プレイヤー
  - 東北楽天ゴールデンイーグルス - 八百板卓丸（2019年）